# Detlev Eckstein
Detlev Eckstein (* 13. Juni 1949 in Berlin) ist ein deutsch-österreichischer Schauspieler.

## Leben

### Ausbildung und Theater
Eckstein begann nach der Matura ein Studium der Germanistik, Geschichte und Kunstgeschichte. Er absolvierte eine Schauspielausbildung in Berlin. Erste Engagements hatte er in Stuttgart und Berlin. An der Komödie Stuttgart spielte er bereits 1969 den Sohn in dem Theaterstück Alles im Garten von Edward Albee. In Berlin trat er 1973 an der Tribüne in der Titelrolle des Theaterstücks Die Geisel von Brendan Behan auf. 1974 spielte er unter der Regie von Wolfgang Spier an der Komödie Berlin den Sohn in dem Lustspiel Der Mann, der sich nicht traut von Curth Flatow.
Am 1. April 1974 wurde Eckstein an das Wiener Burgtheater engagiert, dem er seitdem als festes Ensemblemitglied angehörte. 2009 wurde Eckstein zum Kammerschauspieler ernannt. Seine Antrittsrolle war die Rolle des Willy Carson in dem Theaterstück Die See von Edward Bond. Eckstein spielte ein breites Repertoire, das Stücke von William Shakespeare, die deutschsprachigen Autoren der Klassik und Romantik, Volksstücke von Ferdinand Raimund und Johann Nestroy, aber auch Stücke der Moderne und des zeitgenössischen Theaters umfasste.
Er übernahm dort ab den 1970er Jahren Rollen unter anderem in König Ottokars Glück und Ende (1974, als Seyfried Merenberg, Regie: Gerhard Klingenberg), in Faust (1975, als Schüler), in Der Raub der Sabinerinnen (1975, als Emil Groß genannt Sterneck, Regie: Ernst Haeussermann), in Der Prinz von Homburg (1978, als Rittmeister Stranz, Regie: Manfred Wekwerth), in Ein Sommernachtstraum (1978, als Puck, Regie: Jonathan Miller), in Was ihr wollt (1979, als Sebastian, Regie: Frank Hoffmann), in Die Räuber (1980, als Schufterle), in Tod eines Handlungsreisenden (1982, als Happy, Regie: Jan Bosse), in Hamlet (1984, als Laertes) und in Dantons Tod (1985, als Camille Desmoulins).
1988 spielte er in der skandalträchtigen Uraufführung des Schauspiels Heldenplatz von Thomas Bernhard die Rolle des Herrn Landauer, eines Fans und Verehrers des verstorbenen Professors.
Weitere Rollen am Burgtheater hatte Eckstein in Wilhelm Tell (1989, als Rudolf der Harras, Regie: Claus Peymann), in Was ihr wollt (1991, als Orsino, Regie: Frank Hoffmann), Der kaukasische Kreidekreis (1993, als Fürst Kazbeki, Regie: Ruth Berghaus), in Das weite Land, (2000, als Albertus Rhon, Regie: Achim Benning) und in Leonce und Lena (2001, als Landrat, Regie: Sven-Eric Bechtolf). 2001 übernahm er am Burgtheater die Rolle des Freundes Stifler in der Posse Der Zerrissene. Seit September 2009 spielte er dort den Koch in der österreichischen Erstaufführung der Komödie Immanuel Kant von Thomas Bernhard.
An den Städtischen Bühnen Krefeld gastierte er 1979 als Romeo in Shakespeares Tragödie Romeo und Julia. 2015 spielte er beim Operettensommer Kufstein den Berliner Fabrikanten Giesecke in der Operette Im weißen Rößl.

### Film und Fernsehen
Eckstein übernahm ab den 1970er Jahren regelmäßig auch Film- und Fernsehrollen. 1974 spielte er, an der Seite von Jutta Speidel, den Peter (Pitt) in der Komödie Auch ich war nur ein mittelmäßiger Schüler von Werner Jacobs. 1977 wirkte er unter der Regie von Alfred Weidenmann in dessen relativ freier Literaturverfilmung Der Schimmelreiter mit. 1978 spielte er in dem Historienfilm Götz von Berlichingen mit der eisernen Hand, dem letzten Kinofilm von Wolfgang Liebeneiner, die Rolle von Weislingens Knappen Franz von Tautenberg, der in die Fänge der attraktiven Adelheid von Walldorf gerät und seinen Herrn vergiftet.
Im Fernsehen war Eckstein in verschiedenen Krimiserien zu sehen: Hamburg Transit, Sonderdezernat K1, Polizeistation und Der Kommissar. 1973 spielte er mit Lilli Palmer in der ZDF-Fernsehserie Eine Frau bleibt eine Frau. 2000 war er in dem RTL-Krimi Jagd auf den Plastiktüten-Mörder als Polizeichef Rotter zu sehen.

### Synchronarbeiten und Sprechertätigkeit
Eckstein war auch als Synchronsprecher tätig. Er lieh seine Stimme Tom Hulce, unter anderem in dem Kinofilm Amadeus, außerdem Kevin Spacey und Howard Morton.
Eckstein arbeitete auch als Sprecher für Hörspiele und Hörbücher (Anna nicht vergessen von Arno Geiger). 1967 wirkte er beim Süddeutschen Rundfunk in einer Hörspielfassung von Brechts Theaterstück Furcht und Elend des Dritten Reiches mit. 2005 nahm er beim Österreichischen Rundfunk Stendhals Roman Rot und Schwarz auf. Häufig trat Eckstein auch als Rezitator hervor, zuletzt unter anderem im Oktober 2008 mit Sternstunden der Menschheit (Wien, Kalvarienbergkirche) und 2009 beim Chiemgauer Musikfrühling mit Texten von Thomas Bernhard. Außerdem trat er mit Rezitationen von Texten von Heimito von Doderer und Erich Fried hervor.

## Auszeichnungen
- 1973: Silberner Bravo Otto in der Kategorie „TV-Stars männlich“[12]
- 2009: Ernennung zum Kammerschauspieler

## Filmografie (Auswahl)
- 1971, 1975: Der Kommissar (Fernsehserie, verschiedene Rollen, 2 Folgen)
- 1971: Aufstiegschancen (Fernsehfilm)
- 1971: Schüler-Report
- 1972: Geliebtes Scheusal (Fernsehfilm)
- 1972: Hamburg Transit (Fernsehserie, Folge Der letzte Auftritt)
- 1972: Sonderdezernat K1 (Fernsehserie, Folge Vorsicht – Schutzengel!)
- 1972: Tatort: Kennwort Fähre (Fernsehreihe)
- 1972–1973 Fußballtrainer Wulff (Fernsehserie, 5 Folgen)
- 1973: Polizeistation (Fernsehserie, 12 Folgen)
- 1973: Eine Frau bleibt eine Frau (Fernsehserie)
- 1974: Auch ich war nur ein mittelmäßiger Schüler
- 1975: Kommissariat 9 (Fernsehserie, Folge Streben Sie vorwärts)
- 1978: Der Schimmelreiter
- 1979: Götz von Berlichingen mit der eisernen Hand
- 1979: Wunder einer Nacht (Fernsehfilm)
- 1986: Der Leihopa (Fernsehserie, Folge Der Herbst in unserem Leben)
- 1994: Der Fahnder (Fernsehserie, Folge Liebestod)
- 2001: Jagd auf den Plastiktütenmörder (Fernsehfilm)
- 2003: Forsthaus Falkenau (Fernsehserie, Folge Vertrauen)
- 2005: Um Himmels Willen (Fernsehserie, Folge Klassentreffen)
- 2006: Medicopter 117 – Jedes Leben zählt (Fernsehserie, Folge Feuer)
- 2009: Annas zweite Chance (Fernsehfilm)
- 2010: Lautlose Morde (Fernsehfilm)
- 2011: Was ihr wollt (Fernsehfilm)